# 第一公民
第一公民，譯自於拉丁語的「Princeps」——該字源自於「Princeps Senatus，元老院首席議員」，通常譯為第一公民。這原本是古羅馬共和時期的元老院的榮譽職銜，後經屋大維所創建的羅馬元首制度中，該職銜即是歷史俗稱羅馬皇帝的正式稱呼。
公元前一世紀的羅馬共和時期，國家內戰頻繁、政爭紛擾不已。直到前36年由屋大維掃蕩群雄，以軍事權力掌控羅馬政治實力成為國家唯一的最高領導人。屋大維鑒於其養父尤利烏斯·凱撒的失敗，十分清楚精英階層的人民對於獨裁制度的反感與恐懼，但當時整個廣袤的羅馬非以穩固的中樞無法維繫。於是屋大維避開了國王或獨裁官的稱號，在公元前23年接受了第一公民的稱號。
屋大維維持了羅馬共和時期的政治架構外貌，羅馬元老院依舊存在並享有崇高地位，而執政官、裁判官、監察官、營造官、財務官等官職，仍依各種型式的人民大會選舉產生，任期一如共和時期。因此歷史學家所稱的「帝國時期」，在這一階段仍是以「共和」的形式而存在的。
屋大維的改制，在於重新賦予「第一公民」這一職銜的特殊意義；其字面意思雖然是首席的元老，但其議事決定權高於其他議員，甚至可以超越保民官的特權。通常，受任第一公民者，還兼具有軍事統帥的身份，以及伴隨的統治大權，這都已經讓「第一公民」具有法定的君王權力。從屋大維開始，第一公民還伴隨著「奧古斯都」的頭銜，以及家族名「凱撒」的繼承，這在實際意義上都已經成了羅馬皇帝與其皇族的代名詞。
直到三世紀末，皇帝戴克里先才拋棄「第一公民」作為皇帝的代稱，皇帝開始使用「主與神」（Dominus et deus）的稱呼。史學家通常將從屋大維至戴克里先的羅馬帝國政體稱為元首制，戴克里先改制之後稱為君主制。